# Општи решавач проблема
Општи решавач проблема или ОРП је био рачунарски програм кога су 1959. године направили Херберт Сајмон, Џ. К. Шо, и Ален Њуел и био је намењен као универзална машина за решавање проблема. Сваки проблем који може бити изражен као низ исправно наведних формула или Хорнових клауза, и који генерише директни граф са једним или више извора и понора, може у принципу бити решен помоћу општег решавача проблема. Докази у предикатској логици и Еуклидовој геометрији су прави примери употребљивости ОРП-а. Заснован је на Сајмоновом и Њуеловом теоријском раду на логици машина. Општи решавач проблема је био први програм који је разликовао знање о проблемима (правилима који се репрезентују као улазни подаци) од стратегије којом ће их решити (генеричка машина за решавање). ОРП је имплементиран у информационом језику за процесирање (IPL).
Иако је ОРП решио једноставне проблеме као што је пробем Ханојске куле, који је био на исправан начин формализован, није могао да реши било који стварни проблем, јер се претрага лако губила при појави која се зове комбинаторна експлозија, тј. број пролазака кроз диграф је постао немогућ за способности рачунара (у пракси, чак и једноставан и релативно тривијалан проблем као нпр. Ханојске куле може да постане немогућ за рачунар).
Корисник је дефинисао објекте и операције, које су могле да се врше над објектима, као и хеуристику коју је генерисао ОРП помоћу Means-end анализе како би се решио проблем. Фокусирао се на могуће операције, налазећи који улази су били прихватљиви, а који излази су настајали. Онда би креирао потпроблеме, како би се све више приближио циљу. 
ОРП парадигма је на крају еволуирала у Сор архитектуру за вештачку интелигенцију.